# Спринг-Лейк (тауншип, Миннесота)
Спринг-Лейк (англ. Spring Lake) — тауншип в округе Скотт, Миннесота, США. На 2000 год его население составило 3681 человек.

## География
По данным Бюро переписи населения США площадь тауншипа составляет 83,0 км², из которых 78,5 км² занимает суша, а 4,6 км² — вода (5,49 %).

## Демография
По данным переписи населения 2000 года здесь находились 3681 человек, 1217 домохозяйств и 1023 семьи.  Плотность населения —  46,9 чел./км².  На территории тауншипа расположено 1254 постройки со средней плотностью 16,0 построек на один квадратный километр. Расовый состав населения: 98,23 % белых, 0,30 % афроамериканцев, 0,33 % коренных американцев, 0,35 % азиатов, 0,14 % c Тихоокеанских островов, 0,05 % — других рас США и 0,60 % приходится на две или более других рас. Испанцы или латиноамериканцы любой расы составляли 0,60 % от популяции тауншипа.
Из 1217 домохозяйств в 43,5 % воспитывались дети до 18 лет, в 78,0 % проживали супружеские пары, в 3,1 % проживали незамужние женщины и в 15,9 % домохозяйств проживали несемейные люди. 11,3 % домохозяйств состояли из одного человека, при том 3,0 % из — одиноких пожилых людей старше 65 лет. Средний размер домохозяйства — 3,02, а семьи — 3,29 человека.
30,8 % населения — младше 18 лет, 5,7 % — в возрасте от 18 до 24 лет, 31,4 % — от 25 до 44, 26,6 % — от 45 до 64, и 5,5 % — старше 65 лет. Средний возраст — 37 лет. На каждые 100 женщин приходилось 107,7 мужчин.  На каждые 100 женщин старше 18 приходилось 107,7 мужчин.
Средний годовой доход домохозяйства составлял 80 141 доллар, а средний годовой доход семьи —  83 736 долларов. Средний доход мужчин —  52 388  долларов, в то время как у женщин — 36 313. Доход на душу населения составил 29 562 доллара. За чертой бедности находились 1,3 % семей и 1,5 % всего населения тауншипа, из которых 14,6 % старше 65 лет.